# عبد الحفيظ سنحظري
عبد الحفيظ سنحضري إطار في الدولة الجزائرية وأحد رموز المجتمع المدني والجمعوي والناطق الرسمي عن المجلس الوطني لإنقاذ الجزائر (بالإنجليزية: CNSA)‏. ولد بمدينة سيدي بلعباس يوم 26 ديسمبر 1955 .

## نشأته
هو الابن البكر من عائلة تضم 5 أطفال أبوه موظف بسيط، سكن حي سان بيير بوهران في بداية الستينيات قبل أن ينتقل إلى العاصمة. درس عبد الحفيظ في ثانوية العقيد لطفي التحق بالجامعة عام 1973 لنيل دبلوم العلوم السياسية.

## حياته العملية
بعد التخرج شغل مناصب عالية في شركات عمومية مختلفة منها l'ex-Sonatiba.انتهى به المطاف في شغل مناصب إدارية عديدة في ثلاث وزارات. ثم مديرا لديوان وزارة التكوين المهني .
في فبراير 1989 ،بعد صدور قانون تعدد الأحزاب والجمعيات، انشأ سنحضري الجمعية الوطنية لإطارات الإدارة العمومية وعين رئيسها.

## الاضطرابات
في نهاية عام 1991 وبعد الانتهاء من الدور الأول من الانتخابات التشريعية، أعلن سنحضري في نشرة الثامنة عن ميلاد المجلس الوطني لإنقاذ الجزائر (بالإنجليزية: CNSA)‏ والتي تعتبر أول سبب لاندلاع العنف في الجزائر، حيث دعت الجزائريين إلى حماية الجزائر من التيار الإسلامي وإلى إيقاف المسار الانتخابي الذي كان سيؤدي إلى وصول جبهة الإنقاذ الإسلامية إلى سدة البرلمان. و على اثر ميلادالمجلس الوطني لإنقاذ الجزائر (بالإنجليزية: CNSA)‏ شهدت الجزائر عاصفة من الاضطرابات والمظاهرات.نتج منها استقالة الشاذلي بن جديد من رئاسة الجمهورية.ثم استدعي محمد بوضياف من المغرب الأقصى إلى أن يحل مكانه.حينها عين سنحضري عضوا في المجلس الاستشاري ثم عضو في المجلس البرلماني المغاربي الذي من خلاله استطاع ان يمثل الجزائر في كثير من المحافل الدولية.وهذا كله لم يمنعه من المشاركة في تأسيس حزب التجمع من اجل المواطنة الذي باركه الرئيس بوضياف نفسه.

## وفاته
أغتيل عبد الحفيظ سنحضري يوم 14 مارس 1993 وكان موته فاتحة سلسلة من الاغتيالات للمثقفين والصحفيين.